# Calumma
Calumma là một chi tắc kè hoa đặc hữu Madagascar. Chi này có khoảng 25 loài khá khác nhau. Trong cùng một chi, có loài tắc kè hoa nhỏ nhất trong số những con tắc kè hoa thực sự, calumma nasuta đạt kích thước chỉ 10 cm. Ngược lại, loài calumma parsonii có thể đạt tới 80 cm.
Loài trước đây có danh pháp Calumma tigris đã được chuyển sang chi Archaius bởi Townsend et al. khi người ta thấy rằng loài này có quan hệ gần hơn với Rieppeleon hơn là với Calumma.
Đây là một thể loại có tranh cãi, vì nó được biết rằng nó không được phân loại tốt. Đây là trường hợp của archaius tigris, trước đây loài này được đưa vào chi Calumma nhưng được xác định rằng loài này nằm giữa chi Rhampholeon của châu Phi và Calumma, được chọn bởi tạo ra một thể loại đơn hình mới, được gọi là Archaius.

## Loài
Bốn nhóm loài được công nhận trong chi Calumma (ban đầu được đề xuất bởi Glaw & Vences năm 1994), một số trong đó có thể chỉ là phân loại theo ngoại hình, trong khi một số khác được hỗ trợ phát sinh gen:
| - Calumma amber - Calumma andringitraense - Calumma boettgeri - Calumma brevicorne - Calumma capuroni - Calumma crypticum - Calumma cucullatum - Calumma fallax - Calumma furcifer - Calumma gallus - Calumma gastrotaenia - Calumma glawi - Calumma globifer - Calumma guibei - Calumma guillaumeti - Calumma hafahafa - Calumma hilleniusi | - Calumma jejy - Calumma linotum - Calumma malthe - Calumma marojezense - Calumma nasutum - Calumma oshaughnessyi - Calumma parsonii - Calumma peltierorum - Calumma peyrierasi - Calumma tarzan - Calumma tsaratananense - Calumma tsycorne - Calumma vatosoa - Calumma vencesi |